# A man needs a maid (Neil Young)
A man needs a maid is een lied dat werd geschreven door Neil Young. Samen met The Stray Gators bracht hij het in 1972 uit op het album Harvest. Ook kwam het later terug op verschillende verzamelalbums van Young, zoals Decade (1977), Live at Massey Hall 1971 (2007) en The archives vol. 1 1963-1972 (2009).

## Muziek
Het is een popnummer dat werd opgenomen met het London Symphony Orchestra. De muziekstijl wijkt af van de andere nummers die in te delen zijn tot de folk, rock of countrymuziek, of een fusion daarvan. De hoofdmelodie wordt gespeeld op een piano waaraan op een gegeven moment een strijkersorkest en kerstbellen zijn toegevoegd. Vanwege het overdadige arrangement werd het nummer bekritiseerd. Hierop verdedigde hij het eens met de opmerking dat Bob Dylan het arrangement juist was bevallen.

## Tekst
Hij schreef het nummer in de periode dat hij ernstige rugklachten had. Het gaat over een eenzame man die niet meer voor zichzelf kan zorgen. De man bedelt van deur tot deur om hulp. In bredere betekenis gaat het lied over een man die worstelt tussen zijn verlangen om een vriendin te hebben, terwijl hij aan de andere kant bang is dat de liefde hem pijn zal doen. In het nummer heeft Young het over de verliefdheid op een actrice, wat mogelijk autobiografisch is omdat hij in die tijd een relatie had met Carrie Snodgress die een jaar eerder de hoofdrol speelde in de film Diary of a mad housewife.
In het lied heeft hij het over de liefde van een 'maid' die voor hem kookt en de boel opruimt. Daarna gaat ze weer naar haar eigen huis. Dit leidde in die tijd tot beroering onder feministen die hem beschuldigden van seksisme. Zijn reactie was dat hij vrouwen juist te veel respecteert, wat hem in een relatie belemmert omdat hij niet in staat is te geven wat ze nodig hebben. Een ander verweer dat Young op deze kritiek gaf, was dat Robin Hood lang voor onze tijd ook verliefd was op een 'maid'.

## Covers
Van het nummer verschenen een aantal covers, waaronder op de B-kant van een single van de Amerikaanse indieband Joan of Arc (My summer-long high wipeout, 2008). Op albums verschenen covers van meer dan tien artiesten, waaronder van Chantal Kreviazuk (Borrowed tunes II - A tribute to Neil Young, 2007) en van de Belgische band DAAN (Concert, 2011).